# Еммі Ітяранта
Еммі Еліна Ітяранта (фін. Emmi Elina Itäranta, нар. 1976, Тампере, Фінляндія) — фінська письменниця у жанрі наукової фантастики.

## Біографія
Народилася у 1976 році у місті Тампере, Фінляндія. Ступінь магістра зі спеціальністю у драматургії здобула в Університеті Тампере. Після закінчення університету працювала журналісткою, театральною критикинею, сценаристкою і прес-агенткою. У 2007 році вступила до аспірантури у Кентський університет, де почала писати свій перший роман у рамках курсу креативного письма. Ітяранта писала одночасно два рукописи: фінською і англійською мовами. У 2011 році фінська версія роману перемогла у літературному конкурсі з фентезі та наукової фантастики, який організовувало видавництво «Teos». Це видавництво опублікувало роман у 2012 році під назвою «Книга чайного майстра» (фін. Teemestarin kirja). Книга отримала премію Калеві Янтін у 2012 році і премію Нуорі Алексіс у 2013 році. Роман також став фіналістом премії «Tähtivaeltaja» у 2013 році.
Версія роману англійською мовою вийшла у США, Великій Британії і Австралії 2014 року у видавництві «HarperCollins» під назвою «Пам'ять про воду» (англ. Memory of Water). У 2014 році роман був номінований на Меморіальну премію імені Філіпа К. Діка, а також на премію «Золоте щупальце» і премію Артура Кларка. Права на переклад роману придбали більше 20 країн, його вже видали арабською, чеською, данською, естонською, французькою, грузинською, німецькою, угорською, італійською, японською, норвезькою, португальською, іспанською, турецькою та російською мовами.
Другий роман Ітяранте вийшла у жовтні 2015 року фінською мовою під назвою «Місто плетених вулиць» (фін. Kudottujen kujien kaupunki). Цей роман також був номінований на премію «Tähtivaeltaja» і був одним з романів, які здобули літературну премію міста Темпере. Версія роману англійською мовою вийшла у 2016 році у Великій Британії під назвою «Місто плетених вулиць» (англ. The City of Woven Streets), а у США і Канаді під назвою «Ткач» (англ. The Weaver).
Ітяранта живе у місті Кентербері, Велика Британія.

## Твори

### Романи
- 2012 — «Книга чайного майстра» (фін. Teemestarin kirja), англійською мовою вийшла під назвою «Пам'ять про воду» (англ. Memory of Water)
- 2015 — «Місто плетених вулиць» (фін. Kudottujen kujien kaupunki)

### Коротка проза
- 2010 — «Носій кісткової арфи» (фін. Luukanteleen kantaja)

## Нагороди та номінації

### Нагороди
- 2011 — Переможниця літературного конкурсу з фентезі та наукової фантастики видавництва «Teos[fi]» за рукопис роману «Книга чайного майстра»
- 2012 — Премія Калеві Янтін[fi] за роман «Книга чайного майстра»
- 2013 — Премія Нуорі Алексіс[fi] за роман «Книга чайного майстра»
- 2016 — Літературна премія міста Темпере за роман «Місто плетених вулиць»

### Номінації
- 2013 — Фіналістка премії «Tähtivaeltaja»[en] за роман «Книга чайного майстра»
- 2014 — Номінація на Меморіальну премію імені Філіпа К. Діка за роман «Книга чайного майстра»
- 2014 — Номінація на премію «Золоте щупальце[en]» за роман «Книга чайного майстра»
- 2014 — Фіналістка Меморіальної премії Джеймса Тіптрі-молодшого за роман «Книга чайного майстра»
- 2015 — Номінація на премію «Локус» за найкращу підліткову книгу за роман «Книга чайного майстра»
- 2015 — Номінація на премію Артура Кларка за роман «Книга чайного майстра»
- 2015 — Номінація на премію Комптона Крука за роман «Книга чайного майстра»
- 2016 — Фіналістка премії «Tähtivaeltaja»[en] за роман «Місто плетених вулиць»